# 員林轉運站
員林轉運站，是位於台灣彰化縣員林市的一座公路客運轉運站，於2011年落成啟用，由彰化客運承租，設置6座月台，服務往高鐵彰化站、田中、彰化、南投、草屯、溪頭等地的班車，並有統聯客運及國光客運等國道客運業者進駐。

## 歷史
2011年3月14日，彰化客運進駐員林轉運站。6月1日，和欣客運遷移至員林轉運站。7月29日，統聯客運遷移至員林轉運站。8月12日，國光客運遷移至員林轉運站，並取消地方法院下客站。
2015年11月30日，市公車7路（員林－高鐵彰化站－田中火車站）通車。2016年4月17日，和欣客運7509（彰化(員林)-國道1號-桃園國際機場）停駛。
2017年9月2日，市公車10路（員林轉運站－溪頭）通車，與員林客運聯營。2018年8月15日，彰化客運6937（高鐵臺中站－員林轉運站）停駛。9月7日，市公車10路延駛至溪湖，由員林客運聯營。
2020年8月14日，統聯客運1631（台北－二水 - 竹山）停駛。

## 站內空間

### 客運候車月臺配置
| 編號  | 經營業者           | 區間                                  | 月臺編號 | 備註                                   |
| ----- | ------------------ | ------------------------------------- | -------- | -------------------------------------- |
| 6路   | 員林客運           | 員林客運員林站-員林轉運站-台76線-鹿港 | 第1月臺  |                                        |
| 7路   | 彰化客運           | 員林－高鐵彰化站－田中火車站          | 第1月臺  | 高鐵免費快捷巴士，部分班次採用電動巴士 |
| 10路  | 彰化客運、員林客運 | 員林轉運站－溪頭                      | 第3月臺  |                                        |
| 10A路 | 員林客運           | 員林客運溪湖站－員林轉運站－溪頭      | 第3月臺  |                                        |
| 20路  | 員林客運           | 員林－溪湖－二林                      | 第7月臺  | 本路線採用電動巴士。                   |
| 1829  | 國光客運           | 台北－員林                            | 第7月臺  | 屬於國道客運。                         |
| 1830  | 國光客運           | 台北－北斗                            | 第7月臺  | 屬於國道客運。                         |
| 1830A | 國光客運           | 台北－北斗(不經明道大學)              | 第7月臺  | 屬於國道客運。                         |
| 6912  | 彰化客運           | 彰化－員林(經花壇)                    | 第3月臺  |                                        |
| 6914  | 彰化客運           | 彰化－員林(經東山)                    | 第1月臺  |                                        |
| 6914A | 彰化客運           | 彰化－員林(經東山)(繞行大葉大學)      | 第1月臺  |                                        |
| 6915  | 彰化客運           | 員林－田中－高鐵彰化站                | 第1月臺  | 部分班次採用電動巴士                   |
| 6915A | 彰化客運           | 員林－田中－高鐵彰化站                | 第1月臺  | 經舊百果山，每日雙向3班次              |
| 6923  | 彰化客運           | 草屯－員林(經社口)                    | 第2月臺  |                                        |
| 6924  | 彰化客運           | 南投－員林(經碧山)                    | 第2月臺  |                                        |
| 6925  | 彰化客運           | 南投－員林(經樟普寮)                  | 第2月臺  |                                        |
| 6925A | 彰化客運           | 南投－員林(經樟普寮、永興宮)          | 第2月臺  |                                        |

### 進駐商店
連鎖超商全家便利商店員林車頭店，亦於2011年進駐於轉運站旁服務。

## 站周邊
- YouBike員林轉運站
- 員林車站
- 員林客運員林站
- 財政部國有財產署中區分署彰化辦事處
- 法務部矯正署員林看守所
- 行政院農業委員會農糧署中區分署
- 臺灣彰化地方檢察署
- 員林市公所
- 員林市衛生所
- 彰化縣員林市立圖書館第一分館、第二分館
- 國立員林高中
- 國立員林崇實高級工業職業學校
- 彰化縣員林市靜修國小
- 彰化縣員林市僑信國小
- 中華郵政員林中正路郵局、員林西門郵局
- 員林基督教醫院
- 員生醫院
- 員林市南平社區活動中心
- 員林三角公園、員林公園
- 員林就業中心
- 彰化農田水利會
- 員林市農會
- 華成市場

## 外部連結
- 員林轉運站 – 彰化客運股份有限公司（页面存档备份，存于）（繁體中文）
- 員林轉運站 – 統聯客運股份有限公司（页面存档备份，存于）（繁體中文）
- 員林轉運站 – 國光客運股份有限公司（页面存档备份，存于）（繁體中文）

Template:彰化轉運中心